# Masacre de Ligkiades
La masacre de Lyngiades, que tuvo lugar el 3 de octubre de 1943, fue un crimen de guerra nazi perpetrado por miembros de la 1ª División de Montaña del Ejército alemán (Wehrmacht) durante la Ocupación de Grecia por las Fuerzas del Eje. La aldea de Lyngiades, cerca de Ioannina, en el noroeste de Grecia, fue elegida arbitrariamente como objetivo por la Wehrmacht como represalia por la muerte de un oficial alemán por miembros de la resistencia griega. La gran mayoría de las víctimas fueron niños, mujeres y ancianos.

## Antecedentes
Los grupos de resistencia griegos, durante la Segunda Guerra Mundial, eran muy activos en el noroeste de Grecia (Epiro) contra la ocupación nazi. En una de sus operaciones, una unidad de la organización EDES tendió una emboscada a un convoy alemán cerca de Preveza. Como resultado de esta acción, el comandante del regimiento, Josef Salminger, fue tiroteado por los miembros de la resistencia griega. Salminger era responsable de varios ataques contra civiles, como la masacre de Kommeno que causó la muerte de 317 aldeanos.
Sin embargo, la inteligencia alemana nunca pudo relacionar al pueblo de Ligkiades, de una forma clara, con ninguna actividad de resistencia.
Una de las razones por las que fue elegido como objetivo podría ser el hecho de que la aldea era visible desde la cercana capital regional de Ioannina, por lo que su destrucción probablemente propagaría el temor entre la población local.

## El ataque
Todos los civiles que no pudieron escaparse fueron arrastrados por los soldados alemanes a la plaza central de la aldea. Después de que las viviendas fueron objeto de numerosos registros y saqueos, todos los civiles fueron dividieron en pequeños grupos y se los llevó a los sótanos de varias viviendas. Allí fueron asesinados por fuego de ametralladora. Después, salvo la iglesia y la escuela, todos los edificios del pueblo fueron incendiados. La gran mayoría de las 92 víctimas fueron niños, bebés, mujeres y ancianos.
Solo cinco civiles, de los capturados, lograron sobrevivir: dos adultos y tres niños. Fingieron quedar muertos entre los cadáveres y, luego, escaparon de los edificios en llamas ascendiendo por la chimenea. La mayoría de los adultos del pueblo no se encontraban en la aldea en el momento del ataque, porque trabajaban en aldeas adyacentes, y, por lo tanto, escaparon de la muerte.

## Consecuencias
El 7 de marzo de 2014, el presidente alemán Joachim Gauck visitó Ligkiades junto con su homólogo griego Karolos Papoulias. Gauck se convirtió en el primer representante oficial de Alemania en visitar el lugar y expresó sus disculpas por las atrocidades cometidas por las tropas de la Wehrmacht:

"Con vergüenza y dolor, pido perdón en nombre de Alemania a las familias de las víctimas ... Me inclino ante las víctimas por este crimen monstruoso"